# Colle di Compito
Colle di Compito (auch Colle di Cómpito) ist ein Ortsteil (Fraktion, italienisch frazione) von Capannori in der Provinz Lucca, Region Toskana in Italien.

## Geografie
Der Ort liegt circa 7 km südlich des Hauptortes Capannori, rund 10 km südöstlich der Provinzhauptstadt Lucca und etwa 55 km westlich der Regionshauptstadt Florenz. Der Ort liegt an einem Ausläufer nördlich der Monti Pisani unweit des südöstlich gelegenen Sees Lago di Bientina (Lago di Sesto, Gemeinde Bientina) und der Ebene Piana Lucchese.

## Geschichte
Der Ort entstand zunächst aus mehreren kleineren Orten (Borghi). Danach entstand die Burg Castrum Novum in der Località Lecci oberhalb des heutigen Ortskern, der Borghetto genannt wird. Aus dem Borghetto entstand eine weitere befestigte Anlage, deren Mauerstücke und ein Stadttor noch vorhanden sind. Zu dieser Zeit gehörte der Ort als Lehen zu der Familie der Lambercioni aus Vorno (heute ebenfalls Ortsteil von Capannori), die der Republik Pisa nahe standen. Im Konflikt zwischen Lucca und Pisa wurde der Ort 1148 von Lucca eingenommen und zerstört. Nach dem Wiederaufbau durch die Lambercioni gehörte der Ort zum Machtbereich von Lucca und wurde 1313 durch den im Sold von Pisa stehenden Uguccione della Faggiola angegriffen und zerstört. Letztmals beschädigt wurde Colle di Compito 1544 durch Pisaner und Florentiner Truppen. Danach blieb der Ort im Einflussbereich von Lucca.

## Sehenswürdigkeiten
- Santa Maria Assunta, Pfarrkirche[2] unterhalb des Ortes, die erstmals im 11. Jahrhundert erwähnt wurde. Dokumentiert wurde sie 1245, der Campanile stammt aus dem 18. Jahrhundert.[3]
- Santa Maria della Consolazione (auch Santuario della Madonna della Consolazione), Kirche im Ortskern. Die Kirche entstand von 1657 bis 1666 und wurde 1790 vergrößert. Die Fassade im neoklassischen Stil stammt aus dem 19. Jahrhundert, der Campanile wurde 1908 realisiert.[4]
- San Martino a Palaiola, 1260[5] erwähnte Kirche, die zwischen Colle di Compito und Pieve di Compito liegt.

Kirchen
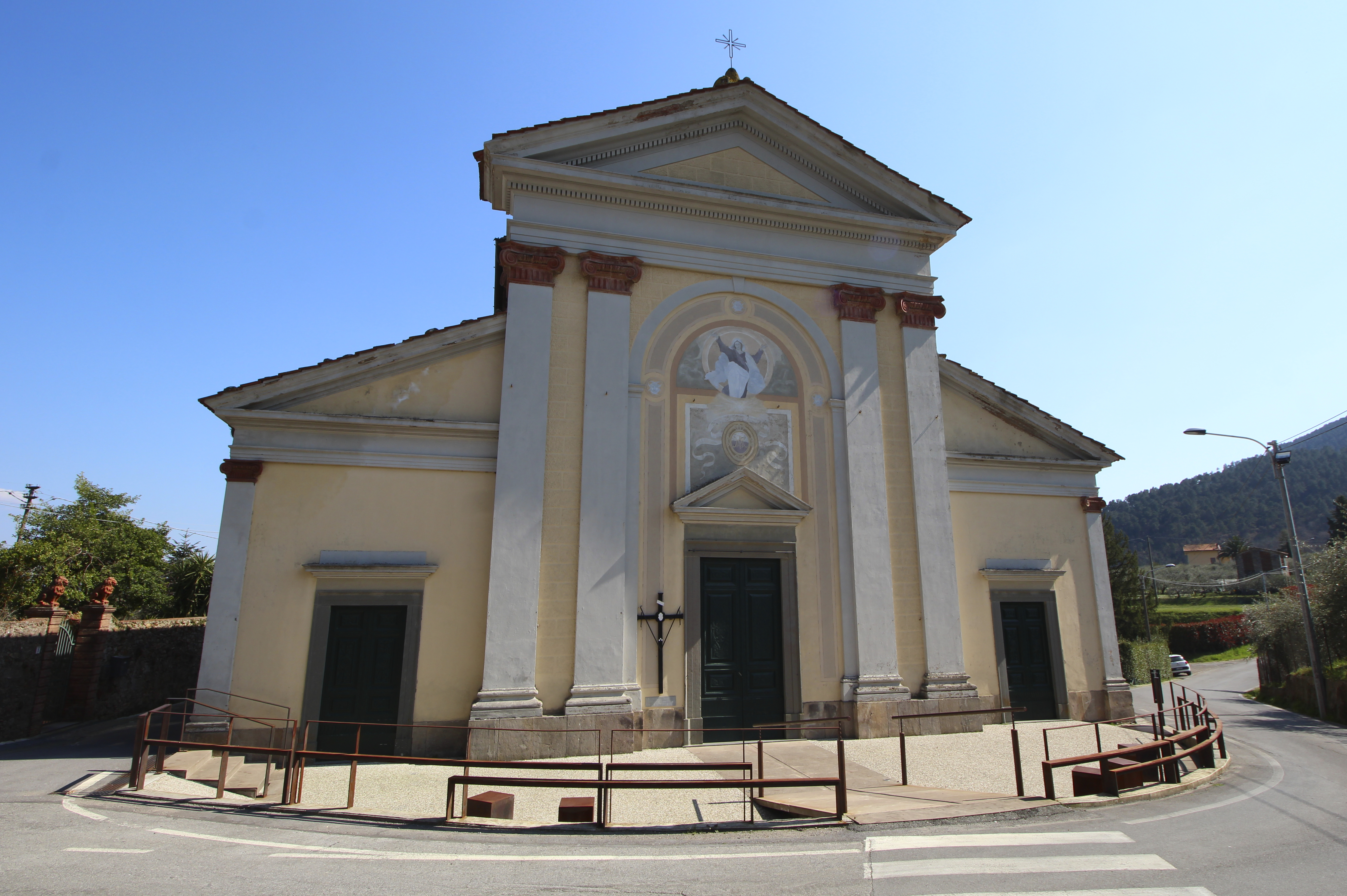
Die Kirche Santa Maria Assunta
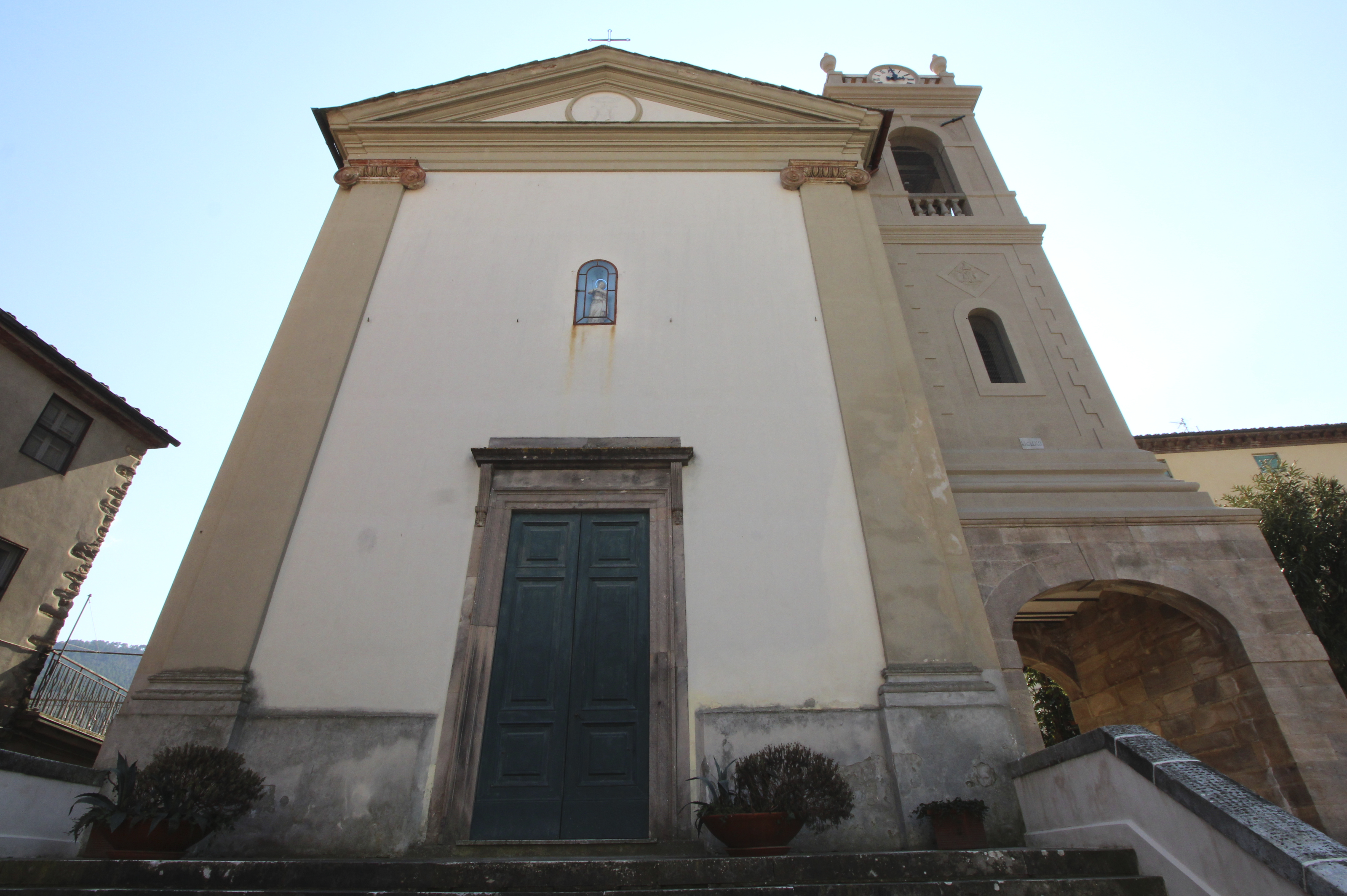
Die Kirche Santa Maria della Consolazione
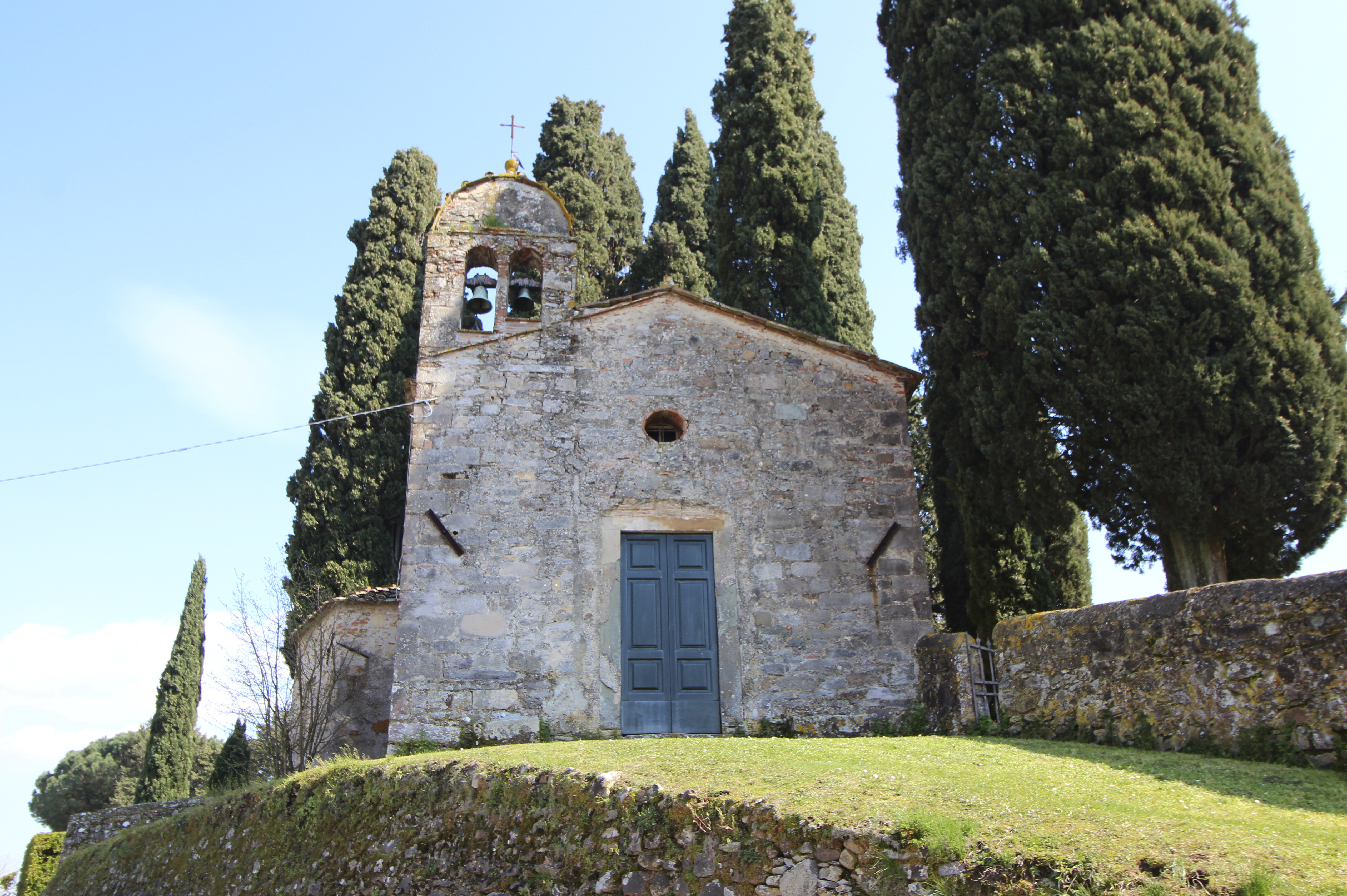
Die Kirche San Martino a Palaiola